# إكليل أحمد حكيمي
إكليل أحمد حكيمي سياسي أفغاني ولد في عام 1968 في مدينة كابول في افغانستان ويشغل حاليا منصب وزير المالية في أفغانستان منذ 1 فبراير 2015.